# Winter X Games XXII
Winter X Games XXIII (X Games Aspen 2018) blev afholdt fra d. 25. januar til d. 27. januar 2018 i Aspen, Colorado, USA.

## Medaljeoversigt

### Ski

#### Mænd
| Disciplin  | Guld           | Sølv            | Bronze              |
| ---------- | -------------- | --------------- | ------------------- |
| Big Air    | Henrik Harlaut | Øystein Braaten | James Woods (skier) |
| Slopestyle | Henrik Harlaut | Øystein Braaten | Andri Ragettli      |
| SuperPipe  | David Wise     | Alex Ferreira   | Torin Yater-Wallace |

#### Kvinder
| Disciplin  | Guld          | Sølv            | Bronze                |
| ---------- | ------------- | --------------- | --------------------- |
| Big Air    | Sarah Höfflin | Johanne Killi   | Tess Ledeux           |
| Slopestyle | Maggie Voisin | Isabel Atkin    | Jennie-Lee Burmansson |
| SuperPipe  | Maddie Bowman | Brita Sigourney | Cassie Sharpe         |

### Snowboard

#### Mænd
| Disciplin  | Guld             | Sølv             | Bronze        |
| ---------- | ---------------- | ---------------- | ------------- |
| Big Air    | Max Parrot       | Marcus Kleveland | Yuki Kadono   |
| Slopestyle | Marcus Kleveland | Darcy Sharpe     | Mark McMorris |
| SuperPipe  | Ayumo Hirano     | Scotty James     | Ben Ferguson  |

#### Kvinder
| Disciplin  | Guld           | Sølv           | Bronze         |
| ---------- | -------------- | -------------- | -------------- |
| Big Air    | Anna Gasser    | Reira Iwabuchi | Jamie Anderson |
| Slopestyle | Jamie Anderson | Julia Mariano  | Enni Rukajärvi |
| SuperPipe  | Chloe Kim      | Arielle Gold   | Maddie Mastro  |

#### Special Olympics
| Disciplin            | Guld                   | Sølv                      | Bronze                         |
| -------------------- | ---------------------- | ------------------------- | ------------------------------ |
| Unified Snowboarding | Henry Meece Chris Klug | Daina Shilts Hannah Teter | Denisa Trmalova Silje Norendal |